# Coscinasterias acutispina
Coscinasterias acutispina är en sjöstjärneart som först beskrevs av William Stimpson 1862.  Coscinasterias acutispina ingår i släktet Coscinasterias och familjen trollsjöstjärnor. Inga underarter finns listade i Catalogue of Life.

## Bildgalleri

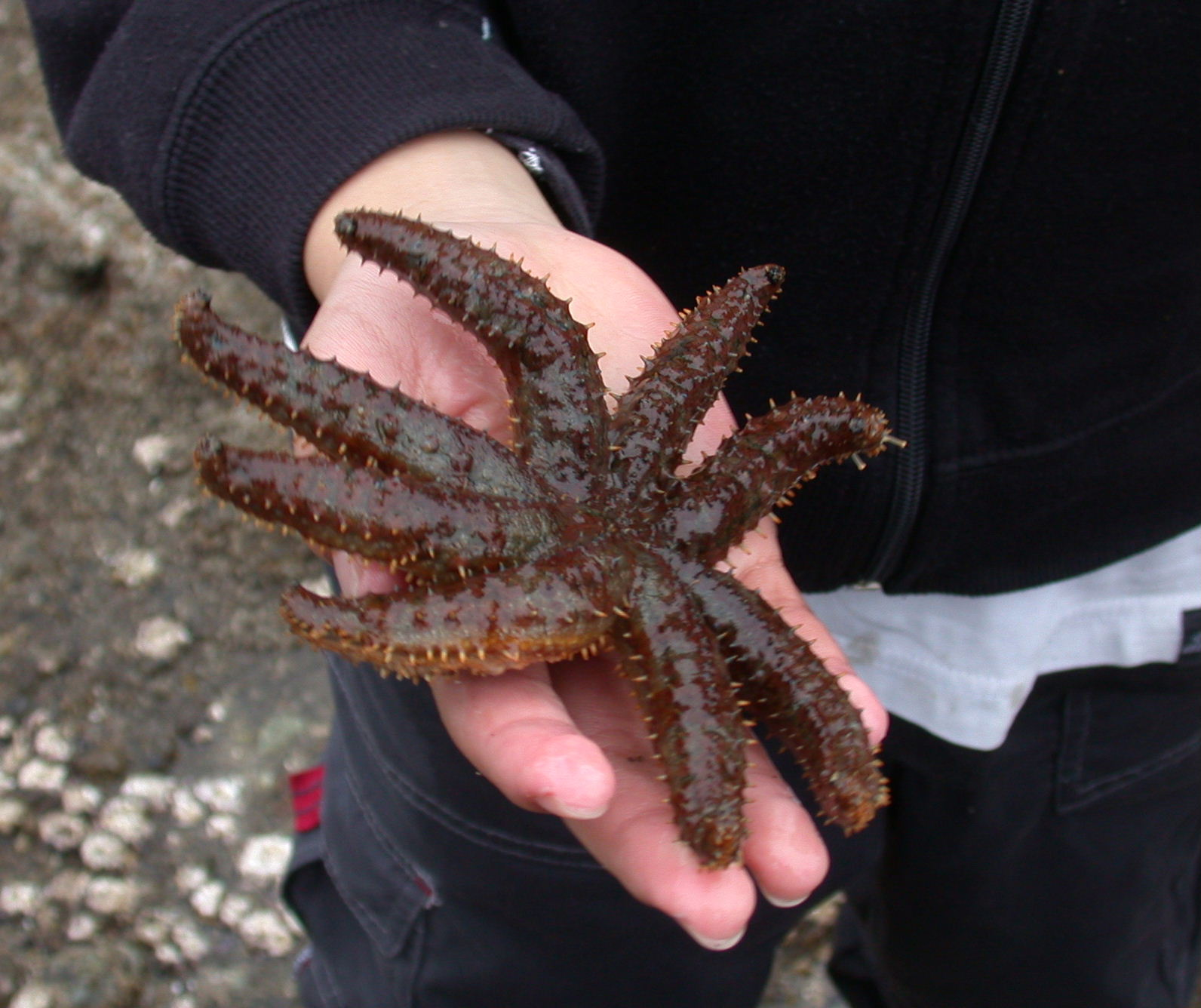